# Josiah Tshangana Gumede
Josiah Tshangana Gumede (* 9. Oktober 1867 in Healdtown Village bei Fort Beaufort; † 6. November 1946, auch bekannt als J. T. Gumede) war ein südafrikanischer Politiker, Anti-Apartheid-Kämpfer und von 1927 bis 1930 Präsident des African National Congress (ANC).

## Leben

### Ausbildung und Beruf
Gumede wurde als Sohn methodistischer Christen aus dem Zulu-Stamm der Qwabe geboren. Sein Vater war Häuptling des Stammes. Über seine Kindheit und Jugend ist wenig bekannt, er hatte einen jüngeren Bruder und drei oder vier Schwestern. Nach seiner Schulzeit 1882 oder 1883 ging Gumede auf ein Schwestercollege des St. Andrew’s College nach Grahamstown, das wegen seiner Aufnahme von Schwarzen als Kaffir Institute bezeichnet wurde. Er wurde dort zum Lehrer ausgebildet und unterrichtete im Anschluss in Somerset East und in Natal, wo er schnell zum Berater (Induna) des jungen Königs Dinuzulu aufstieg. Gumede war ein scharfer Gegner des britischen Protektorats über Zululand und der Ansprüche des Oranje-Freistaats gegenüber den Zulu.
Nach dem schnell niedergeschlagenen Aufstand der Zulu gegen die Buren 1887 ging er nach Bergville und unterrichtete am Adams College, an dem auch Albert John Luthuli und John Langalibalele Dube tätig waren. Ein Besuch der Virginia Jubilee Singers führte dazu, dass Gumede mit anderen einen Zulu-Chor gründete, der schnell in der Gegend berühmt wurde und eine Tour durch Großbritannien machte. Während der Reise zerstritt sich der Chor, Gumede kehrte verarmt nach Südafrika zurück und ließ sich in Rookdale in der Nähe von Bergville nieder. Im Juni 1894 heiratete er Margareth Rachel Sithole, 1895 wurde er zum Berater und Sprecher von Häuptling Ncwadi ernannt. In dieser Funktion hatte er eine harte Auseinandersetzung mit David Giles, einem Verwaltungsbeamten, der nach Gumedes Auffassung die Grundsätze der Native Administration verletzte.

### Als Politiker des ANC
Im Zweiten Burenkrieg kämpfte Gumede als Führer einer Gruppe Basotho-Scouts auf britischer Seite in der Hoffnung, ein britischer Sieg würde sich positiv auf die schwarze Bevölkerung Natals auswirken. Als die Hoffnung sich nicht erfüllte, gründete er im Juni 1900 zusammen mit Dube und anderen den Natal Native Congress (NNC), dessen Ziele die politische Bewusstseinsbildung und Sammlung von Beschwerden waren. Er fungierte zeitweise als Sekretär und Vizepräsident des Kongresses. 1905 bis 1919 war er als Grundstücksmakler in einer Anwaltskanzlei tätig und unterstützte die Landforderungen von zwei Basotho-Stämmen gegenüber dem Oranje-Freistaat. Dabei reiste er mit den Häuptlingen nach London, um eine Petition vorzutragen, die abgelehnt wurde. Bei seiner Rückkehr 1907 wurde er wegen illegaler Ausreise inhaftiert und zu zehn Pfund Strafe verurteilt. Im selben Jahr schloss er sich der Organisation Iliso Lesizwe Esimnyama (Auge der schwarzen Nation) an, die die schwarze Bevölkerung vereinen und ihren Lebensstandard heben wollte.
Der Verfassungsentwurf der Südafrikanischen Union 1909 bestärkte Gumede in seiner politischen Auffassung und Tätigkeit, da er die Stellung und Rechte der schwarzen Bevölkerung kaum berücksichtigte. Seit 1910 brachte er sich verstärkt in den NNC ein mit dem Ziel, die beiden Verbände in Pietermaritzburg und Durban zu vereinen, was 1912 zur Gründung des South African Native National Congress (SANNC) in Bloemfontein führte. Gumede wurde in den geschäftsführenden Rat gewählt und war 1913 Mitglied einer Deputation zum Inspektor der Schulen für Schwarze. 1919 war er Deputierter des SANNC für die Versailler Konferenz und mit Sol Plaatje beim britischen Premierminister David Lloyd George, beim Erzbischof von Canterbury sowie im House of Commons. Die Beschwerden, die sie vorbrachten, führten nicht zum gewünschten Erfolg, Lloyd George attestierte Louis Botha einen „edlen Charakter“ und sagte nur zu, mit Jan Christiaan Smuts darüber zu sprechen, wem der SANNC seine Beschwerden vorbringen könne. Gumede blieb bis 1922 in Großbritannien und nahm Kontakt zu verschiedenen Parteien und Organisationen auf, unter anderem mit der Independent Labour Party und der pazifistischen Union of Democratic Control.
1923 wurde der SANNC in African National Congress (ANC) umbenannt, Präsident blieb Sefako Mapogo Makgatho. Zwischen Dube und Gumede kam es zu Streitigkeiten über die Ausrichtung des NNC. Während Dube eine eigenständige Partei in Abgrenzung zum ANC bevorzugte, favorisierte Gumede einen Anschluss an den ANC und gründete den Natal African Congress (NAC). Nachdem Dube und seine beiden Sympathisanten 1924 nicht wiedergewählt worden waren, wurde Gumede Präsident des NNC und kritisierte öffentlich und nachdrücklich die Gesetze über die Rassentrennung der Regierung Hertzog. Zusammen mit James La Guma von der damaligen Communist Party of South Africa (CPSA, später SACP) war er 1927 Delegierter des ANC bei der ersten internationalen Konferenz der Liga gegen den Imperialismus und koloniale Unterdrückung in Brüssel. Von dort aus besuchte er auf Einladung der Kommunistischen Partei Deutschlands Berlin. Im Juli 1927 wurde er anstelle von Zaccheus Richard Mahabane zum Präsidenten des ANC gewählt. Er bereiste in dieser Funktion die Sowjetunion und traf Josef Stalin. Obwohl Gumede liberal war, begeisterte er sich für den Kommunismus und erkannte dessen Bedeutung für den Freiheitskampf in Südafrika. Bei seiner Rückkehr im Februar 1928 wurde in Kapstadt eine Massenveranstaltung des ANC und der CPSA abgehalten, die nun zusammen für die „afrikanische Befreiung“ kämpfen wollten. Er baute den Kontakt und die Zusammenarbeit mit kommunistischen Gruppen aus; nach dem Vorbild der Sowjetunion setzte er auf Massenveranstaltungen und öffentliche Kundgebungen. 1929 wurde Gumede zum Vorsitzenden der Liga gegen den Imperialismus in Südafrika und der neugegründeten Liga der afrikanischen Rechte gewählt; im selben Jahr kaufte er für den ANC die Zeitung Abantu Batho.

### Abwahl als Präsident des ANC
Innerparteilich war Gumede nicht unumstritten; ihm wurde vorgeworfen, sich lieber mit dem Kommunismus als der Partei zu beschäftigen, die Finanzen zu vernachlässigen und ein schlechter Verwalter zu sein. Die Zerwürfnisse führten Anfang 1930 zu einem Rücktritt des kompletten geschäftsführenden Komitees des ANC. Thomas Mapikela wurde zum Übergangspräsidenten und bei der Wahl im April 1930 verlor Gumede gegen Pixley ka Isaka Seme. Nach seiner Abwahl war er weiterhin als Herausgeber der ANC-Zeitung tätig und wurde im Mai 1930 zum Delegierten der Konferenz der schwarzen Arbeiter in London gewählt, an der er jedoch nicht teilnehmen konnte, da ihm die Ausreise verweigert wurde. 1932 wählte ihn der Natal African Congress (NAC) zum Präsidenten, und er verstärkte seinen Kampf gegen die Regierung Hertzog, indem er 1935 die All African Convention (AAC) dazu aufrief, die Gesetze zurückzuweisen und militanter zu werden. Der Aufruf scheiterte und die AAC entschloss sich, am Native Representative Council teilzunehmen, um das System von innen zu ändern. Gumede wurde nominiert, aber nicht gewählt; 1942 wurde er nicht mehr nominiert. Bei der Jahreskonferenz des ANC 1943 ernannte die Partei ihm zum lebenslangen Ehrenpräsidenten. Kurz vor seinem Tod 1946 erlebte Gumede noch, wie der ANC sich dazu entschloss, einen radikaleren Kurs einzuschlagen.
Der ANC machte im Rahmen seiner 100-Jahr-Feier den April 2012 zum Monat der Erinnerung an Gumede. Ebenfalls im April 2012 wurde ihm postum der Order of Luthuli in Gold verliehen.